# Threticus negrobovi
Threticus negrobovi är en tvåvingeart som beskrevs av Vaillant 1972. Threticus negrobovi ingår i släktet Threticus och familjen fjärilsmyggor. Inga underarter finns listade i Catalogue of Life.